# تپه شهر سوخته ۲۰۸
تپه شهر سوخته ۲۰۸ مربوط به دوره اشکانیان - دوره ساسانیان است و در شهرستان زابل، بخش شیب آب، دهستان لوتک، روستای حومه شهر سوخته، ۷/۲ کیلومتری جنوب غربی پایگاه باستان‌شناسی شهر سوخته واقع شده و این اثر در تاریخ ۱۵ اسفند ۱۳۸۵ با شمارهٔ ثبت ۱۷۹۴۷ به‌عنوان یکی از آثار ملی ایران به ثبت رسیده است.